# Sabazan
 Sabazan  es una población y comuna francesa, ubicada en la región de Mediodía-Pirineos, departamento de Gers, en el distrito de Mirande y cantón de Aignan.

## Demografía
| 163 | 147 | 131 | 142 | 151 | 135 |
| Para los censos de 1962 a 1999 la población legal corresponde a la población sin duplicidades (Fuente: INSEE [Consultar]) |     |     |     |     |     |